# گوستاو سوم
گوستاو سوم (۲۷ ژانویه ۱۷۴۶ - ۲۹ مارس ۱۷۹۲) از ۱۳ ژانویه ۱۷۷۱ تا زمان مرگ پادشاه سوئد بود. او پسر ارشد پادشاه آدولف فردریک سوئد و ملکه لوئیس اولریکا (خواهر فردریک کبیر پادشاه پروس) بود. گوستاو سوم پسر دایی کاترین کبیر (ملکهٔ روسیه) بود.
گوستاو مخالف اختیاراتی بود که در زمان کارل دوازدهم به اشراف داده شده بود و طی یک کودتا در سال ۱۷۷۲ اختیارات دولت را سلب کرد و به سمت یکه‌سالاری رفت. او که از تحسین‌کنندگان ولتر بود، حضور یهودیان و کاتولیک‌ها را در سوئد قانونی کرد و به اصلاحات گسترده‌ای در جهت لیبرالیسم اقتصادی و محدود کردن اعدام و شکنجه پرداخت. در سال ۱۷۸۲ او اولین رئیس حکومت بی‌طرف در جهان بود که استقلال ایالات متحدهٔ آمریکا را به رسمیت شناخت.
گوستاو سوم که حامی هنر و ادبیات بود، آکادمی سوئد را تأسیس نمود، لباس ملی برای کشورش تعیین کرد و اپرای سلطنتی سوئد را بنا نهاد.
گوستاو در ۱۶ مارس ۱۷۹۲ در یک مراسم بالماسکه در اپرای سلطنتی سوئد مورد سوءقصد قرار گرفت و در اثر اصابت گلوله زخمی شد و سیزده روز بعد در ۲۹ مارس درگذشت.

## تحصیلات
گوستاو در استکهلم به دنیا آمد. او تا سن پنج سالگی تحت تحصیل و سرپرستی هدویگ الیزابت استرومفلت قرار داشت و بعد از آن تحت تعلیم دو نفر از برجسته‌ترین دولتمردان سوئد، یعنی کارل گوستاف تسین و کارل فردریک شفر قرار داشت. با این حال، کسی که بیشترین تأثیر را بر روی تحصیلات او داشت، اولوف فون دالین شاعر و مورخ بود.

## نگارخانه

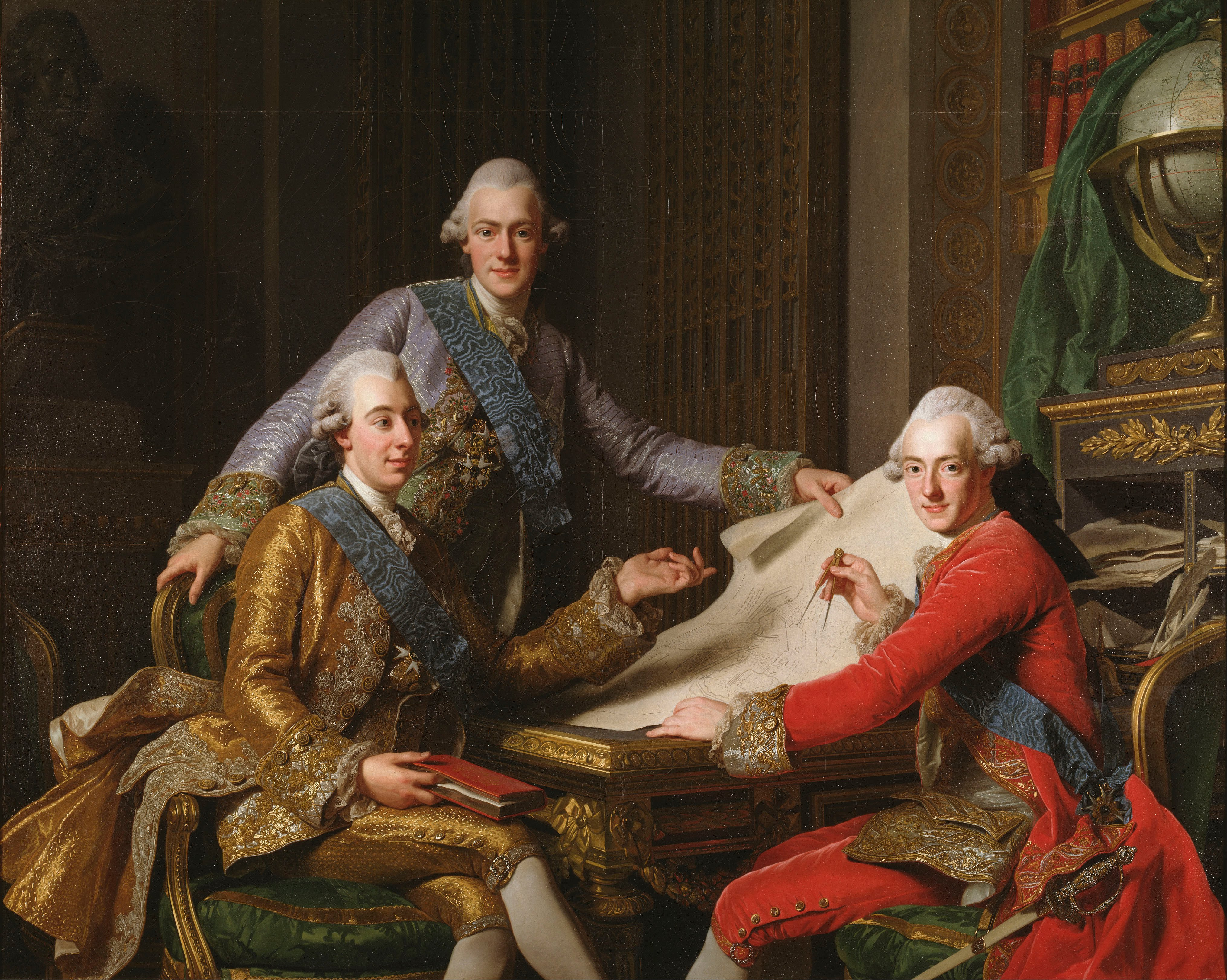
گوستاو سوم سوئد و برادرانش
۱۷۷۱ م.
اثر الکساندر روسلین